# 칸가리드 FC
칸가리드 FC는 에르데네트를 연고로 하는 몽골의 축구단이다. 현재 몽골 내셔널 프리미어리그에 참가하고 있다.

## 우승
- 몽골 내셔널 프리미어리그: 2001, 2003, 2004, 2010
- MFF컵: 2002, 2003, 2004, 2007, 2012, 2013, 2016